# Leptotyphlops scutifrons
Leptotyphlops scutifrons  – gatunek węża z rodziny węży nitkowatych (Leptotyphlopidae).
Jest to gatunek monotypowy. Dwa taksony uznawane dawniej za jego podgatunki mają obecnie status odrębnych gatunków: Leptotyphlops merkeri i Leptotyphlops pitmani.
Gatunek ten osiąga długość od 18 cm do 24 cm. Najdłuższy zmierzony okaz miał 26 cm. Jego ciało jest w kolorze czerwono-brązowym do czarnego. W lecie samica składa 3 do 7 wydłużonych jaj o wymiarze 3,5 na 14 mm.
Występuje w Afryce Południowej – w Angoli, Namibii, Botswanie, RPA, Zimbabwe, Lesotho i Eswatini, według niektórych źródeł także w Zambii, Mozambiku i Malawi.